# Рю-дю-Бак (станция метро)
Рю-дю-Бак (фр. Rue du Bac) — станция линии 12 Парижского метрополитена, расположенная в VII округе Парижа. Названа по одноимённой улице (фр. Rue du Bac), получившей своё имя по существовавшей в 1564 году на месте нынешнего Королевского моста через Сену паромной переправы, организованной для строительства Тюильрийского дворца. Поблизости от станции располагается Матиньонский дворец — резиденция премьер-министра Франции.

## История
- Станция открылась 5 ноября 1910 года в составе первого пускового участка тогдашней линии А компании «Север-Юг» (с 1931 года линии 12 Парижского метрополитена) Порт-де-Версаль — Нотр-Дам-де-Лорет. В 1984 и 2007 годах на станции проводились работы по её реновации.
- 24 февраля 2011 года на станции (платформа в сторону Нотр-дам-де-Лоретт) открылась мемориальная доска в честь поэта Рене Шара[2]. В 2007 году, в честь столетия со дня рождения поэта, площадь на пересечении улиц Рю-дю-Бак и Поля-Луи Курье и бульваров Распай[фр.] и Сен-Жермен[фр.], расположенная на верхней части станции, была названа в честь Рене Шара.[3]
- Пассажиропоток по станции по входу в 2015 году, по данным RATP, составил 2 346 931 человек, снизившись по отношению к 2013 году (в 2013 году на станцию вошли 2 632 889 пассажиров). С этим показателем станция занимает 225 место по уровню входного пассажиропотока в Парижском метро.[4]

## Галерея
- Выход на бульвар Распай